# Curracloe
Curracloe (gaélique : Currach Cló) est un village irlandais, situé dans le comté de Wexford à quelques kilomètres au nord-est de la ville de Wexford.

## Géographie

### Ballinesker Beach / Curracloe Strand
En raison de leur similitude avec la plage d'Omaha Beach en Normandie,, les plages de Ballinesker Beach, Curracloe Stand ont été utilisées lors du tournage des séquences du Jour J du film Il faut sauver le soldat Ryan. Le tournage a commencé le 27 juin 1997 et a duré deux mois,.

## Source
- (en) Cet article est partiellement ou en totalité issu de l’article de Wikipédia en anglais intitulé « Curracloe » (voir la liste des auteurs).